# Midden-Duitse voetbalbond
De Midden-Duitse voetbalbond (Duits: Verband Mitteldeutscher Ballspiel-Vereine) was een regionale voetbalbond in Midden-Duitsland waarvan het gebied ongeveer overeenkomt met de huidige deelstaten Saksen-Anhalt, Thüringen en Saksen.
De bond werd op 26 december 1900 in Leipzig opgericht door dertien voetbalclubs. Het eerste kampioenschap werd in 1901/02 georganiseerd en er namen enkel teams uit Leipzig en Dresden deel. In de finale stonden FC Wacker 1895 Leipzig en Dresdner SC 1898 tegenover elkaar en Wacker won met 6-3 en werd zo de eerste kampioen van Midden-Duitsland.
In 1905 ging de Maagdenburgse voetbalbond in de Midden-Duitse bond op. In 1905 sloten zich elf clubs uit Thüringen bij de bond aan en in 1911 gingen ook de overige kleine bonden uit Thüringen in de bond op.
Door het steeds groeiende aantal clubs werden de grenzen van de gouwen regelmatig aangepast. Eind jaren twintig waren er zelfs 28 regionale competities.
Nadat de NSDAP aan de macht kwam in 1933 werden alle regionale voetbalbonden ontbonden. De competities bleven wel bestaan als Kreisklasse, derde klasse, onder de Gauliga Sachsen of Gauliga Mitte. 

## Overzicht
Clubs in het vet werden ook Duits landskampioen.
| Seizoen | Winnaar                     | Runner-Up                    | Uitslag         |
| ------- | --------------------------- | ---------------------------- | --------------- |
| 1902    | FC Wacker Leipzig           | Dresdner SC                  | 6-3             |
| 1903    | VfB Leipzig                 | Dresdner SC                  | 4-0             |
| 1904    | VfB Leipzig                 | Dresdner SC                  | Niet gespeeld   |
| 1905    | Dresdner SC                 | Hallescher FC 1896           | 3-2             |
| 1906    | VfB Leipzig                 | Dresdner SC                  | niet gespeeld 1 |
| 1907    | VfB Leipzig                 | Magdeburger FC Viktoria 1896 | 1-0             |
| 1908    | FC Wacker Leipzig           | Magdeburger FC Viktoria 1896 | 3-2 nv          |
| 1909    | Erfurter SC 1895            | Hallescher FC 1896           | 5-4             |
| 1910    | VfB Leipzig                 | Erfurter SC 1895             | 4-1             |
| 1911    | VfB Leipzig                 | Hallescher FC Wacker         | 3-1             |
| 1912    | SpVgg 1899 Leipzig-Lindenau | Hallescher FC Wacker         | 1-0             |
| 1913    | VfB Leipzig                 | FC 1907 Coburg               | 6-0             |
| 1914    | SpVgg 1899 Leipzig-Lindenau | VfB Leipzig                  | 2-1             |
| 1915    | niet gespeeld               | niet gespeeld                | niet gespeeld   |
| 1916    | SV Eintracht Leipzig        | Hallescher BC Borussia       | 4-0             |
| 1917    | Hallescher FC 1896          | Dresdner Fussballring        | 2-0             |
| 1918    | VfB Leipzig                 | Hallescher FC 1896           | 2-0             |
| 1919    | Hallescher FC 1896          | Dresdner Fussballring        | 2-1             |
| 1920    | VfB Leipzig                 | Hallescher FC Wacker         | geen finale     |
| 1921    | Hallescher FC Wacker        | SpVgg 1899 Leipzig-Lindenau  | geen finale     |
| 1922    | SpVgg 1899 Leipzig-Lindenau | Chemnitzer BC                | geen finale     |
| 1923    | Guts Muts Dresden           | VfB Leipzig                  | 1-0             |
| 1924    | SpVgg 1899 Leipzig-Lindenau | Hallescher FC Wacker         | 2-1             |
| 1925    | VfB Leipzig                 | 1. Jenaer SV 03              | 2-0             |
| 1926    | Dresdner SC                 | SV Fortuna 02 Leipzig        | 3-0             |
| 1927    | VfB Leipzig                 | Chemnitzer BC                | 4-0             |
| 1928    | Hallescher FC Wacker        | Dresdner SC                  | 1-0             |
| 1929    | Dresdner SC                 | Chemnitzer BC                | 3-2             |
| 1930    | Dresdner SC                 | VfB Leipzig                  | 2-1             |
| 1931    | Dresdner SC                 | FC Preußen Langensalza       | 6-0             |
| 1932    | Chemnitzer PSV              | Dresdner SC                  | 3-2 nv          |
| 1933    | Dresdner SC                 | PSV Chemnitz                 | 3-1             |

- 1 Dresdner SC weigerde in Leipzig te spelen waarop VfB tot winnaar uitgeroepen werd.

## Seizoenen eerste klasse
Hieronder overzicht van de jaren eerste klasse gecombineerd over de verschillende kampioenschappen, sommige clubs speelden in verschillende competities. In de beginjaren werden er weinig wedstrijden gespeeld. Enkel de competitie met de Leipzigse clubs ging al in de negentiende eeuw van start. Vele competities ontstonden pas rond 1910. 
| Club                                       | /37 | Seizoenen (1896-1933)                                 |
| ------------------------------------------ | --- | ----------------------------------------------------- |
| SC Wacker 1895 Leipzig                     | 37  | 1896-1933                                             |
| VfB 1893 Leipzig                           | 35  | 1896-1898, 1900-1933                                  |
| FuCC Cricket-Viktoria 1897 Magdeburg       | 32  | 1900-1918, 1919-1933                                  |
| SV Viktoria 96 Magdeburg                   | 32  | 1900-1918, 1919-1933                                  |
| VfL Halle 1896                             | 32  | 1901-1933                                             |
| Dresdner SC                                | 31  | 1901-1918, 1920-1933                                  |
| Magdeburger SC 1900                        | 30  | 1902-1918, 1919-1933                                  |
| Hallescher FC Wacker 1900                  | 29  | 1904-1933                                             |
| Chemnitzer BC                              | 28  | 1903-1914, 1915-1918, 1919-1933                       |
| FC Sportfreunde 1900 Leipzig               | 28  | 1904-1921, 1922-1933                                  |
| Leipziger BC 1893                          | 27  | 1896-1917, 1918-1924                                  |
| SV Guts Muts Dresden                       | 27  | 1904–1918, 1920-1933                                  |
| SpVgg 1899 Leipzig-Lindenau                | 26  | 1907-1933                                             |
| SV 1898 Halle                              | 26  | 1907-1933                                             |
| SC Erfurt 1895                             | 25  | 1907-1914, 1915-1933                                  |
| VfB 1904 Erfurt                            | 25  | 1907-1914, 1915-1933                                  |
| 1. Jenaer SV 03                            | 24  | 1907-1914, 1916-1933                                  |
| FV Sportfreunde Halle                      | 24  | 1909-1933                                             |
| SpVgg Borussia 02 Halle                    | 24  | 1909-1933                                             |
| Dresdner FC 1893                           | 24  | 1901-1902, 1904-1916, 1923-1933                       |
| SV 1901 Gotha                              | 24  | 1907-1909, 1910-1914, 1915-1933                       |
| SV Fortuna Leipzig 02                      | 24  | 1907-1911, 1913-1933                                  |
| SV Sturm 04 Chemnitz                       | 24  | 1907-1914, 1915-1918, 1919-1933                       |
| 1. Vogtländischer FC Plauen                | 24  | 1905-1914, 1915-1916, 1919-1933                       |
| Magdeburger SC Germania 1898               | 23  | 1900-1904, 1919-1921, 1923-1925, 1926-1930, 1932-1933 |
| SV Eintracht 04 Leipzig                    | 23  | 1909-1928, 1929-1933                                  |
| SV Konkordia Plauen                        | 22  | 1907-1914, 1915-1916, 1919-1933                       |
| Magdeburger SC Preußen 1899                | 21  | 1906-1908, 1913-1918, 1919-1933                       |
| SC 1903 Weimar                             | 21  | 1907-1914, 1916-1919, 1922-1933                       |
| BC Sportlust Dresden                       | 20  | 1901-1902, 1904-1918, 1920-1924                       |
| SpVgg 02 Erfurt                            | 20  | 1912-1914, 1915-1933                                  |
| Dresdensia Dresden                         | 19  | 1901-1902, 1904-1914, 1916-1917, 1924-1931            |
| Dresdner FC Fußballring 1902               | 19  | 1912-1918, 1920-1933                                  |
| FC Askania 1900 Aschersleben               | 19  | 1908-1909, 1910-1918, 1923-1933                       |
| FC Viktoria 1909 Stendal                   | 19  | 1910-1914, 1916-1918, 1920-1933                       |
| SV 06 Dresden                              | 19  | 1910-1918, 1920-1933                                  |
| SV 07 Bernburg                             | 19  | 1909-1914, 1917-1918, 1920-1933                       |
| SV Brandenburg 01 Dresden                  | 19  | 1912-1918, 1920-1933                                  |
| SV Köthen 02                               | 19  | 1907-1914, 1916-1918, 1923-1933                       |
| FC Germania 1900 Halberstadt               | 19  | 1908-1911, 1912-1918, 1923-1933                       |
| BC 1903 Vimaria Weimar                     | 18  | 1908-1914, 1920-1931, 1932-1933                       |
| Riesaer SV 03                              | 17  | 1909-1914, 1915-1917, 1924-1930, 1931-1933            |
| SpVgg 1898 Dessau                          | 17  | 1909-1914, 1916-1918, 1923-1933                       |
| Dresdner SpVgg 05                          | 17  | 1914-1918, 1920-1933                                  |
| SVgg Meerane 07                            | 17  | 1915-1918, 1919-1933                                  |
| Naumburger SpVgg 05                        | 17  | 1912-1914, 1915-1918, 1921-1933                       |
| VfB 1907 Coburg                            | 17  | 1910-1914, 1920-1933                                  |
| VfB 1907 Glauchau                          | 17  | 1915-1918, 1919-1933                                  |
| Zwickauer SC 05                            | 17  | 1912-1914, 1915-1916, 1919-1933                       |
| FC 02 Zwickau                              | 16  | 1913-1918, 1922-1933                                  |
| FC Borussia Erfurt                         | 16  | 1908-1909, 1910-1914, 1915-1926                       |
| SV 1904 Budissa Bautzen                    | 16  | 1911-1915, 1916-1918, 1923-1933                       |
| FC Saxonia 1907 Tangermünde                | 16  | 1910-1914, 1916-1918, 1923-1933                       |
| SC Minerva 1909 Wittenberge                | 16  | 1910-1914, 1916-1918, 1923-1933                       |
| SC Favorit 1906 Halle                      | 16  | 1917-1933                                             |
| SC National 1900 Chemnitz                  | 16  | 1911-1913, 1919-1933                                  |
| BV Olympia 1896 Leipzig                    | 16  | 1907-1917, 1918-1924                                  |
| SV Teutonia 1901 Chemnitz                  | 16  | 1915-1918, 1920-1933                                  |
| VfB 01 Chemnitz                            | 16  | 1909-1914, 1915-1918, 1920-1927, 1932-1933            |
| VfL 1912 Merseburg                         | 16  | 1916-1917, 1918-1933                                  |
| BSC 1907 Sangerhausen                      | 15  | 1911-1914, 1916-1918, 1923-1933                       |
| Köthener FC Germania 03                    | 15  | 1909-1914, 1923-1933                                  |
| FC Wacker 1907 Gotha                       | 15  | 1915-1919, 1922-1933                                  |
| SC Herta Wittenberge                       | 15  | 1910-1914, 1916-1918, 1924-1933                       |
| SC Köthen 09                               | 15  | 1909-1914, 1916-1917, 1923-1932                       |
| SC Preußen 1909 Halberstadt                | 15  | 1909-1914, 1923-1933                                  |
| VfB 1906 Sangerhausen                      | 15  | 1911-1914, 1916-1918, 1923-1933                       |
| VfB 1903 Dresden                           | 15  | 1910-1917, 1920-1925, 1926-1928, 1929-1930            |
| 1. SC Sonneberg 04                         | 14  | 1910-1914, 1923-1933                                  |
| FC 1905 Zella-Mehlis                       | 14  | 1910-1915, 1916-1918, 1922-1929                       |
| Mittweidaer BC                             | 14  | 1901-1914, 1915-1916                                  |
| Mittweidaer FC 1899                        | 14  | 1908-1914, 1915-1917, 1920-1925, 1927-1928            |
| Plauener SuBC                              | 14  | 1919-1933                                             |
| Quedlinburger SV 1904                      | 14  | 1908-1912, 1923-1933                                  |
| SpVgg 06 Falkenstein                       | 14  | 1919-1933                                             |
| Stendaler BC 1910                          | 14  | 1910-1914, 1923-1933                                  |
| SuS 1898 Magdeburg                         | 14  | 1919-1933                                             |
| FV 1907 Germania Ilmenau                   | 14  | 1913-1914, 1920-1933                                  |
| VfTuB 1905 Leipzig                         | 14  | 1919-1933                                             |
| Zeitzer BC 1903                            | 14  | 1912-1914, 1915-1917, 1923-1933                       |
| Zittauer BC                                | 14  | 1911-1912, 1913-1914, 1916-1918, 1923-1933            |
| SpVgg 1910 Zeitz                           | 13  | 1915-1918, 1923-1933                                  |
| Burger FC 02 Preußen                       | 13  | 1909-1914, 1919-1920, 1922-1929                       |
| SV Wacker 1905 Nordhausen                  | 13  | 1911-1914, 1923-1933                                  |
| SpVgg 09 Plauen                            | 13  | 1919-1931, 1932-1933                                  |
| SpVgg Preußen 1905 Nordhausen              | 13  | 1911-1914, 1923-1933                                  |
| VfB 1907 Herzberg                          | 13  | 1911-1914, 1923-1933                                  |
| VfB Plauen                                 | 13  | 1920-1933                                             |
| Weißenfelser FV Schwarz-Gelb 03            | 13  | 1912-1914, 1916-1917, 1923-1933                       |
| 1. FC 1907 Reichenbach                     | 12  | 1921-1933                                             |
| 1. SC 1900 Zerbst                          | 12  | 1911-1914, 1916-1918, 1923-1926, 1927-1931            |
| Döbelner SC 02                             | 12  | 1910-1914, 1916-1917, 1923-1930                       |
| FC Preußen Chemnitz                        | 12  | 1921-1933                                             |
| FC Weitstoß 1898 Magdeburg                 | 12  | 1903-1910, 1913-1918                                  |
| 1. FC 07 Lauscha                           | 12  | 1921-1933                                             |
| FV Fortuna 1911 Magdeburg                  | 12  | 1921-1933                                             |
| FV Sachsen 1900 Dresden                    | 12  | 1905-1906, 1907-1917                                  |
| Planitzer SC 1912                          | 12  | 1915-1916, 1922-1933                                  |
| SC 06 Oberlind                             | 12  | 1910-1911, 1922-1933                                  |
| SC 1903 Weißenfels                         | 12  | 1912-1914, 1923-1933                                  |
| SC Sportfreunde 1910 Torgau                | 12  | 1911-1914, 1923-1924, 1925-1933                       |
| SV 1904 Schmalkalden                       | 12  | 1910-1912, 1923-1933                                  |
| VfB 06 Auerbach                            | 12  | 1912-1914, 1922-1931, 1932-1933                       |
| VfB 1912 Geyer                             | 12  | 1913-1915, 1923-1933                                  |
| VfL 06 Saalfeld                            | 12  | 1908-1909, 1916-1918, 1924-1933                       |
| FC 1901 Roßwein                            | 11  | 1909-1912, 1913-1914, 1923-1930                       |
| FC Concordia Gera-Reuß                     | 11  | 1922-1933                                             |
| FC Siegfried Wahrburg                      | 11  | 1916-1918, 1923-1932                                  |
| FC Viktoria 1907 Wittenberg                | 11  | 1911-1912, 1913-1914, 1923-1928, 1929-1933            |
| FC Preußen 1909 Langensalza                | 11  | 1922-1933                                             |
| SC 1912 Zella-Mehlis                       | 11  | 1916-1918, 1920-1929                                  |
| SpVgg 1904 Thale                           | 11  | 1917-1918, 1923-1933                                  |
| SpVgg 1909 Eisenach                        | 11  | 1915-1918, 1925-1933                                  |
| FC Germania 06 Mehlis                      | 11  | 1910-1915, 1916-1918, 1921-1925                       |
| SV 1899 Mühlhausen                         | 11  | 1922-1933                                             |
| SV Sturm 1901 Beierfeld                    | 11  | 1914-1915, 1923-1933                                  |
| SV Dessau 05                               | 11  | 1921-1922, 1923-1933                                  |
| SV Wacker Bernburg                         | 11  | 1917-1918, 1923-1933                                  |
| BV 1908 Thum                               | 11  | 1913-1915, 1923-1931, 1932-1933                       |
| VfB 1909 Eisleben                          | 11  | 1917-1918, 1923-1933                                  |
| VfB 1909 Annaberg                          | 11  | 1914-1915, 1923-1933                                  |
| VfB 1910 Apolda                            | 11  | 1922-1933                                             |
| VfL 1905 Zwickau                           | 11  | 1922-1933                                             |
| VfL 07 Neustadt                            | 11  | 1922-1933                                             |
| TuRV 1861 Weißenfels                       | 10  | 1923-1933                                             |
| FC 1911 Heiligenstadt                      | 10  | 1923-1933                                             |
| SpVgg 04 Gera                              | 10  | 1923-1933                                             |
| BC 1913 Hartha                             | 10  | 1916-1917, 1923-1930, 1931-1933                       |
| BC Sportlust Zittau                        | 10  | 1923-1933                                             |
| BC Union 1911 Sandersdorf                  | 10  | 1923-1933                                             |
| BV 1919 Sportlust Neugersdorf              | 10  | 1923-1933                                             |
| DSC Weipert                                | 10  | 1923-1933                                             |
| FC Viktoria 03 Leipzig                     | 10  | 1920-1930                                             |
| FC Wacker 1910 Gera                        | 10  | 1923-1933                                             |
| TuSV 1911 Bärenstein                       | 10  | 1923-1933                                             |
| VfB 1914 Zwönitz                           | 10  | 1923-1933                                             |
| Holzweißiger SV                            | 10  | 1923-1933                                             |
| FC Viktoria 1913 Lauter                    | 10  | 1923-1933                                             |
| SC 1910 Halberstadt                        | 10  | 1912-1915, 1925-1930, 1931-1933                       |
| SC Apolda                                  | 10  | 1923-1933                                             |
| SpVgg 1906 Crimmitschau                    | 10  | 1923-1933                                             |
| SpVgg 1907 Wittenberg                      | 10  | 1923-1933                                             |
| SpVgg 1919 Eisleben                        | 10  | 1923-1933                                             |
| SV 1908 Steinach                           | 10  | 1923-1933                                             |
| SV Germania 1916 Wernigerode               | 10  | 1923-1933                                             |
| FC Germania 1897 Mittweida                 | 10  | 1902-1903, 1905-1914                                  |
| BC 1913 Jahnsbach                          | 10  | 1923-1933                                             |
| FC Lipsia 1893 Leipzig                     | 10  | 1896-1905, 1907-1908                                  |
| SV Merseburg 99                            | 10  | 1923-1933                                             |
| SC Preußen 1909 Biehla                     | 10  | 1923-1933                                             |
| FC Tanne Thalheim                          | 10  | 1923-1933                                             |
| SV Viktoria 1903 Zerbst                    | 10  | 1923-1933                                             |
| SV Wustrow                                 | 10  | 1923-1933                                             |
| VfB 1909 Mühlhausen                        | 10  | 1923-1933                                             |
| VfB Pößneck                                | 10  | 1923-1933                                             |
| VfB Preußen Greppin 1911                   | 10  | 1923-1933                                             |
| VfB Rudolstadt                             | 10  | 1923-1933                                             |
| VfB Zscherndorf                            | 10  | 1923-1933                                             |
| VfL 1911 Bitterfeld                        | 10  | 1923-1933                                             |
| VfL Gardelegen                             | 10  | 1923-1933                                             |
| VfR 1919 Plauen                            | 10  | 1923-1933                                             |
| VfTuB 1900 Werdau                          | 10  | 1923-1933                                             |
| Bischofswerdaer SV 08                      | 9   | 1924-1933                                             |
| SV 1888 Wittenberge                        | 9   | 1923-1931, 1932-1933                                  |
| VfR Piesteritz                             | 9   | 1923-1925, 1926-1933                                  |
| FC Hartenfels 1909 Torgau                  | 9   | 1912-1913, 1923-1925, 1926-1932                       |
| FC Teutonia 1911 Netzschkau                | 9   | 1924-1933                                             |
| FC Viktoria 1910 Wernigerode               | 9   | 1911-1912, 1915-1917, 1923-1929                       |
| MTV 1897 Erfurt                            | 9   | 1909-1914, 1915-1916, 1917-1918, 1922-1924            |
| Naumburger BC 1920                         | 9   | 1923-1930, 1931-1933                                  |
| BC Olympia Grünhain                        | 9   | 1914-1915, 1923-1930, 1932-1933                       |
| SC 1911 Großröhrsdorf                      | 9   | 1923-1929, 1930-1933                                  |
| SC 1911 Stadtilm                           | 9   | 1924-1933                                             |
| Sportfreunde 1913 Harthau                  | 9   | 1924-1933                                             |
| Sportring BV 1897 Erfurt                   | 9   | 1924-1933                                             |
| SV 09 Staßfurt                             | 9   | 1923-1930, 1931-1933                                  |
| SV 1909 Arnstadt                           | 9   | 1923-1924, 1925-1933                                  |
| SV 1910 Kahla                              | 9   | 1923-1924, 1925-1933                                  |
| FC 1909 Salzwedel                          | 9   | 1923-1929, 1930-1933                                  |
| SV Eintracht Salzwedel                     | 9   | 1923-1932                                             |
| SV Teuchern 1910                           | 9   | 1924-1933                                             |
| SV Vorwärts Falkenberg                     | 9   | 1923-1931, 1932-1933                                  |
| VfB 1907 Klötze                            | 9   | 1923-1932                                             |
| VfB Hohenleipisch 1912                     | 9   | 1924-1933                                             |
| VfL Meiningen 04                           | 9   | 1923-1932                                             |
| BC Ehrenfriedersdorf                       | 8   | 1923-1931                                             |
| BC Dommitzsch                              | 8   | 1923-1928, 1930-1933                                  |
| FC Meteor Waltershausen                    | 8   | 1924-1931, 1932-1933                                  |
| FC Viktoria 1909 Coburg                    | 8   | 1923-1927, 1929-1933                                  |
| PSV 1921 Chemnitz                          | 8   | 1925-1933                                             |
| SC 1903 Eisfeld                            | 8   | 1911-1914, 1924-1928, 1930-1931                       |
| Sportring 1910 Sonneberg                   | 8   | 1923-1930, 1932-1933                                  |
| SpVgg 1908 Bautzen                         | 8   | 1913-1914, 1916-1917, 1923-1924, 1925-1926, 1929-1933 |
| SpVgg Gelb-Rot Meiningen                   | 8   | 1925-1933                                             |
| SpVgg Jena                                 | 8   | 1922-1930                                             |
| SpVgg Neuhaus-Igelshieb                    | 8   | 1924-1925, 1926-1933                                  |
| SpVgg Zella-Mehlis 06                      | 8   | 1925-1933                                             |
| ATV Sportfreunde Markranstädt              | 8   | 1924-1926, 1927-1933                                  |
| SV Germania 08 Roßlau                      | 8   | 1916-1917, 1923-1929, 1932-1933                       |
| VfR Dingelstädt                            | 8   | 1924-1926, 1927-1933                                  |
| 1. FC Greiz                                | 7   | 1925-1927, 1928-1933                                  |
| Chemnitzer SC 1900                         | 7   | 1907-1914                                             |
| FC 1911 Geringswalde                       | 7   | 1923-1930                                             |
| FC Apelles Plauen                          | 7   | 1907-1914                                             |
| FC Brochthausen                            | 7   | 1926-1933                                             |
| FC Fortuna Mückenberg                      | 7   | 1923-1930                                             |
| VfL 1915 Wolfen                            | 7   | 1924-1931                                             |
| FC Thüringen Weida                         | 7   | 1926-1933                                             |
| FC Viktoria 1903 Zerbst                    | 7   | 1909-1914, 1916-1918                                  |
| SC Borussia Eisenach                       | 7   | 1926-1933                                             |
| SV 1911 Gröditz                            | 7   | 1923-1930                                             |
| SC 08 Hellas Chemnitz                      | 7   | 1913-1914, 1915-1918, 1922-1925                       |
| SC 1909 Markneukirchen                     | 7   | 1925-1932                                             |
| SpVgg 1908 Aschersleben                    | 7   | 1913-1914, 1923-1925, 1929-1933                       |
| SpVgg 1914 Neustadt/Orla                   | 7   | 1924-1926, 1928-1933                                  |
| BC 07 Arnstadt                             | 7   | 1924-1930, 1931-1932                                  |
| VfR Auerhammer                             | 7   | 1926-1933                                             |
| SV Blau-Gelb Weißenfels                    | 7   | 1925-1932                                             |
| FC Saxonia Bernsbach                       | 7   | 1924-1926, 1928-1933                                  |
| SV Wacker 04 Bad Salzungen                 | 7   | 1926-1933                                             |
| TuS Alemannia 1908 Aue                     | 7   | 1912-1915, 1923-1927                                  |
| TV Friesen 1908 Bitterfeld                 | 7   | 1923-1930                                             |
| VfB 1910 Rochlitz                          | 7   | 1923-1930                                             |
| VfB Lengenfeld 1908                        | 7   | 1926-1933                                             |
| VfR Buchholz                               | 7   | 1924-1930, 1931-1932                                  |
| BC Reichenau                               | 6   | 1927-1933                                             |
| Elsterberger BC 1912                       | 6   | 1926-1932                                             |
| FC Britannia 1904 Plauen                   | 6   | 1908-1914                                             |
| SC 1904 Gera                               | 6   | 1909-1914, 1916-1917                                  |
| SC 24 Grana/Zeitz                          | 6   | 1927-1933                                             |
| SC Hellas/Germania Mittweida               | 6   | 1925-1931                                             |
| BV Olympia-Germania Leipzig                | 6   | 1925-1927, 1928-1932                                  |
| SpVgg 08 Bockwitz                          | 6   | 1927-1933                                             |
| VfL 1909 Mehlis                            | 6   | 1914-1915, 1916-1918, 1922-1925                       |
| FC Germania 1899 Mühlhausen                | 6   | 1905-1909, 1910-1914, 1915-1916                       |
| Dessauer FC 05                             | 6   | 1909-1914, 1916-1917                                  |
| SV Erfurt 1905                             | 6   | 1909-1910, 1921-1926                                  |
| SV Favorit Magdeburg                       | 6   | 1927-1933                                             |
| SV Schmölln 1913                           | 6   | 1927-1933                                             |
| SV Sportlust Mylau                         | 6   | 1923-1929                                             |
| VfB 1911 Jena                              | 6   | 1911-1914, 1930-1933                                  |
| VfB Staßfurt                               | 6   | 1923-1929                                             |
| VfL 1907 Schneeberg                        | 6   | 1923-1925, 1926-1930                                  |
| VfL Olympia 08 Duderstadt                  | 6   | 1927-1933                                             |
| VfL/MSV Richthofen Weimar                  | 6   | 1926-1927, 1928-1933                                  |
| 1. FC 1910 Köppelsdorf                     | 5   | 1925-1926,1928-1932                                   |
| BC Teutonia 1902 Erfurt                    | 5   | 1907-1912                                             |
| BSC Ruhla 08                               | 5   | 1917-1918, 1924-1926, 1930-1932                       |
| FC Preußen Weißenfels                      | 5   | 1912-1914, 1915-1918                                  |
| FC Saxonia Erfurt                          | 5   | 1912-1914, 1915-1918                                  |
| FC Teutonia 1913 Aschersleben              | 5   | 1923-1928                                             |
| FC Wettin Riesa                            | 5   | 1911-1914, 1915-1917                                  |
| VfL 1906 Hildburghausen                    | 5   | 1910-1913, 1923-1924, 1927-1928                       |
| FV Fortuna Tangermünde                     | 5   | 1926-1929, 1931-1933                                  |
| FV Wettin Plauen                           | 5   | 1907-1911, 1915-1916                                  |
| FC Sachsen 06 Meerane                      | 5   | 1912-1917                                             |
| Meißner SV 1908                            | 5   | 1927-1932                                             |
| MFC Komet Magdeburg 1908                   | 5   | 1914-1918, 1925-1926                                  |
| Plauener BC 05                             | 5   | 1909-1914                                             |
| PSV Gera                                   | 5   | 1926-1931                                             |
| RBC 1909 Rathenow                          | 5   | 1910-1914, 1916-1917                                  |
| SC Dessau 1911                             | 5   | 1916-1917, 1926-1927, 1930-1933                       |
| SpV Eichstedt-Goldbeck                     | 5   | 1927-1932                                             |
| SSV 07 Schlotheim                          | 5   | 1928-1933                                             |
| FC Teutonia Mühlhausen                     | 5   | 1908-1909, 1910-1914                                  |
| VfB Kamenz                                 | 5   | 1925-1928, 1930-1932                                  |
| SV Germania Tangerhütte                    | 5   | 1923-1926, 1929-1931                                  |
| SV Nünchritz                               | 5   | 1924-1929                                             |
| SV Teutonia 1913 Aschersleben              | 5   | 1915-1918, 1928-1929, 1930-1931                       |
| TSV Schwarz-Weiß Erfurt                    | 5   | 1926-1931                                             |
| VfB 1906 Schönebeck                        | 5   | 1928-1933                                             |
| FC Olympia Zwickau                         | 5   | 1912-1917                                             |
| VfL Mars Quedlinburg                       | 5   | 1928-1933                                             |
| SC Meiningen 1904                          | 5   | 1910-1915                                             |
| VfL Neuhaldensleben                        | 5   | 1925-1928, 1929-1931                                  |
| VfR 1908 Dresden                           | 5   | 1916-1918, 1930-1933                                  |
| 1. Suhler SV 06                            | 4   | 1923-1927                                             |
| Dresdner FC Germania 1901                  | 4   | 1904-1908                                             |
| FC Adler Eisleben                          | 4   | 1913-1914, 1915-1918                                  |
| FC Cranzahl                                | 4   | 1928-1929, 1930-1933                                  |
| FC Helvetia Eisleben                       | 4   | 1913-1914, 1915-1918                                  |
| FC Preußen 1901 Merseburg                  | 4   | 1914-1917, 1932-1933                                  |
| FC Preußen Hettstedt                       | 4   | 1923-1924, 1925-1928                                  |
| FC Preußen Suhl                            | 4   | 1910-1913, 1914-1915                                  |
| FC Preußen/Komet Halle                     | 4   | 1921-1924, 1925-1926                                  |
| FC Spartanus 06 Rathenow                   | 4   | 1910-1912, 1916-1918                                  |
| FC Sturm Reichenbach                       | 4   | 1928-1932                                             |
| FC Viktoria 1904 Güsten                    | 4   | 1924-1928                                             |
| FV Wacker Heiligenstadt                    | 4   | 1927-1931                                             |
| Leipziger SV 1899                          | 4   | 1920-1923, 1931-1933                                  |
| Limbacher SC 1909                          | 4   | 1929-1933                                             |
| Magdeburger FC Viktoria 1896 II            | 4   | 1900-1903, 1904-1905                                  |
| MTS Lüchow                                 | 4   | 1924-1925, 1926-1929                                  |
| BC Ostritz                                 | 4   | 1926-1930                                             |
| Radebeuler BC 08                           | 4   | 1923-1927                                             |
| SC 07 Schleusingen                         | 4   | 1910-1912, 1928-1930                                  |
| SC 1912 Leinefelde                         | 4   | 1927-1931                                             |
| SC Schwarzburg-Sondershausen               | 4   | 1913-1914, 1925-1928                                  |
| SC Wasungen 08                             | 4   | 1910-1911, 1930-1933                                  |
| Eintracht Bockwitz                         | 4   | 1923-1927                                             |
| SV 08 Bockwitz                             | 4   | 1923-1927                                             |
| SpVgg 1919 Neumark                         | 4   | 1927-1928, 1930-1933                                  |
| SpVgg Helbra                               | 4   | 1928-1932                                             |
| SpVgg Leimbach-Mansfeld                    | 4   | 1923-1925, 1927-1929                                  |
| SpVgg Magdeburg                            | 4   | 1914-1918                                             |
| SpVgg Waldheim                             | 4   | 1923-1924, 1927-1930                                  |
| SV 1912 Grünbach                           | 4   | 1929-1933                                             |
| SV 1913 Oschatz                            | 4   | 1923-1927                                             |
| FC Konkordia Beuren                        | 4   | 1929-1933                                             |
| SV Löbau 1911                              | 4   | 1927-1931                                             |
| SC Merkur Volkstedt                        | 4   | 1929-1933                                             |
| SV Sturm Rebesgrün                         | 4   | 1927-1930, 1931-1932                                  |
| SV Union Zella-Mehlis                      | 4   | 1929-1933                                             |
| SV Viktoria 1904 Güsten                    | 4   | 1928-1930, 1931-1933                                  |
| SV Viktoria Kirchworbis                    | 4   | 1928-1932                                             |
| SV Wacker Chemnitz                         | 4   | 1926-1930                                             |
| TSG Gispersleben                           | 4   | 1929-1933                                             |
| TuS Steinbach-Hallenberg                   | 4   | 1929-1933                                             |
| VfB Blankenburg                            | 4   | 1923-1926, 1932-1933                                  |
| VfB Sömmerda                               | 4   | 1928-1929, 1930-1933                                  |
| VfL Halberstadt                            | 4   | 1927-1931                                             |
| VfL Lichtenstein                           | 4   | 1927-1928, 1929-1932                                  |
| VfR 1913 Elterlein                         | 4   | 1929-1933                                             |
| BC 1900 Erfurt                             | 3   | 1910-1913                                             |
| BC Arminia Leipzig                         | 3   | 1926-1929                                             |
| Club Heiterkeit der Sp.Abt. Mehlis         | 3   | 1910-1911, 1913-1915                                  |
| Crimmitschauer BC                          | 3   | 1913-1916                                             |
| Eibenstocker BSC 1911                      | 3   | 1927-1929, 1930-1931                                  |
| FC 02 Barchfeld                            | 3   | 1930-1933                                             |
| FC 1915 Dellnau                            | 3   | 1916-1918, 1923-1924                                  |
| FC Annaburg                                | 3   | 1923-1926                                             |
| FC Concordia Schneeberg                    | 3   | 1912-1915                                             |
| FC Eintracht 1907 Halle                    | 3   | 1926-1929                                             |
| Erfurter SV Germania                       | 3   | 1909-1912                                             |
| FC Germania 1900 Halberstadt               | 3   | 1920-1923                                             |
| FC Germania Plauen                         | 3   | 1907-1910                                             |
| FC Hohenzollern Helfta                     | 3   | 1913-1914, 1915-1917                                  |
| FC Viktoria 1903 Einsiedel                 | 3   | 1923-1926                                             |
| FC Weitstoß Schönebeck                     | 3   | 1914-195, 1917-1918, 1919-1920                        |
| FK Minerva Halle                           | 3   | 1914-1917                                             |
| VfB Ronneburg                              | 3   | 1928-1929, 1930-1932                                  |
| Fußballring 1919 Crossen                   | 3   | 1924-1927                                             |
| FC Britannia 1899 Leipzig                  | 3   | 1907-1910                                             |
| Magdeburger SC von 1895                    | 3   | 1902-1905                                             |
| SC 1919 Effelder                           | 3   | 1923-1924, 1931-1933                                  |
| SC Gera-Rubitz                             | 3   | 1929-1930, 1931-33                                    |
| SC Olympia Nordhausen                      | 3   | 1923-1926                                             |
| Singer TuSV Wittenberge 1926               | 3   | 1930-1933                                             |
| SC Jena 1908                               | 3   | 1911-1914                                             |
| SV 1911 Treuen                             | 3   | 1913-1914, 1924-1926                                  |
| FSV Allemannia 1908 Jessen                 | 3   | 1911-1912, 1913-1914, 1923-1924                       |
| FC Arminia Fuhrbach                        | 3   | 1930-1933                                             |
| VfB Worbis                                 | 3   | 1927-1930                                             |
| SV Germania 02 Zella                       | 3   | 1914-1915, 1924-1926                                  |
| SV Pfeil 05 Leipzig                        | 3   | 1922-1925                                             |
| FC Viktoria 1911 Thale                     | 3   | 1914-1917                                             |
| TSV Immekath                               | 3   | 1928-1931                                             |
| VfB Aue-Zelle                              | 3   | 1929-1932                                             |
| VfB Eisleben                               | 3   | 1913-1914, 1915-1917                                  |
| Glauchauer SV 07                           | 3   | 1912-1915                                             |
| VfB Oberröblingen                          | 3   | 1930-1933                                             |
| VfB Riesa                                  | 3   | 1923-1926                                             |
| VfL 1912 Genthin                           | 3   | 1924-1927                                             |
| VfR 1902 Leipzig                           | 3   | 1907-1909, 1912-1913                                  |
| BC Creisfeld                               | 2   | 1913-1914, 1916-1917                                  |
| BC S.Vg. Niederschlema                     | 2   | 1913-1915                                             |
| BC Schlettau                               | 2   | 1924-1926                                             |
| FC Wacker 1908 Ruhla                       | 2   | 1915-1917                                             |
| Erfurter TS                                | 2   | 1915-1916, 1923-1924                                  |
| FA des RSV Waldheim                        | 2   | 1915-1917                                             |
| FC 1910 Ammendorf                          | 2   | 1928-1930                                             |
| FC 1910 Lößnitz                            | 2   | 1923-1925                                             |
| FC Askania Halberstadt                     | 2   | 1914-1915, 1917-1918                                  |
| FC Blücher Barnebeck                       | 2   | 1927-1928, 1929-1930                                  |
| FC Britannia Aschersleben                  | 2   | 1913-1915                                             |
| FC Burgund 09 Halberstadt                  | 2   | 1913-1915                                             |
| FC Eintracht Magdeburg                     | 2   | 1914-1916                                             |
| FC Hohenzollern Stendal                    | 2   | 1916-1918                                             |
| FC Hubertia Falkenstein                    | 2   | 1912-1914                                             |
| FC Kronach 1908                            | 2   | 1910-1912                                             |
| FC Merkur Hainichen                        | 2   | 1909-1910, 1913-1914                                  |
| FC Pfeil Rathenow                          | 2   | 1912-1914                                             |
| FC Sachsen Annaberg                        | 2   | 1912-1914                                             |
| FC Sachsen Schneeberg                      | 2   | 1912-1914                                             |
| FC Sportfreunde Auerbach                   | 2   | 1912-1914                                             |
| FC Sturmvogel Ehrenfriedersdorf            | 2   | 1913-1915                                             |
| FC Wacker 1922 Mühlberg                    | 2   | 1931-1933                                             |
| FC Wacker Plauen-Reusa                     | 2   | 1910-1912                                             |
| FC Wettin Wurzen 1902                      | 2   | 1909-1910, 1930-1931                                  |
| FuCc Cricket-Viktoria Magdeburg II         | 2   | 1900-1902                                             |
| FV Eintracht Güsten                        | 2   | 1924-1926                                             |
| FV Favorit Diemitz                         | 2   | 1914-1916                                             |
| FV Sachsen 1902 Leipzig                    | 2   | 1908-1910                                             |
| FV Wacker Bernterode                       | 2   | 1931-1933                                             |
| LBC 1908 Staßfurt                          | 2   | 1908-1909, 1910-1911                                  |
| Post SV Erfurt                             | 2   | 1927-1928, 1932-1933                                  |
| PSV Plauen                                 | 2   | 1927-1929                                             |
| PSV Zwickau                                | 2   | 1930-1931, 1932-1933                                  |
| FK Hohenzollern Quedlinburg                | 2   | 1909-1911                                             |
| SC Erfurt 1895 II                          | 2   | 1912-1914                                             |
| SC Merkur 06 Oelsnitz                      | 2   | 1929-1931                                             |
| SC Niederlungwitz                          | 2   | 1931-1933                                             |
| SC Nordfront 1908 Magdeburg                | 2   | 1914-1915, 1923-1924                                  |
| SC Wacker Bitterfeld                       | 2   | 1930-1932                                             |
| SC Waldhaus Lauter                         | 2   | 1931-1933                                             |
| SpVgg 1903 Weißenfels                      | 2   | 1921-1923                                             |
| SK 1909 Bautzen                            | 2   | 1911-1913                                             |
| VfB 1908 Bautzen                           | 2   | 1911-1913                                             |
| SpVgg 1919 Calbe                           | 2   | 1930-1932                                             |
| SpVgg Breitingen an der Werra              | 2   | 1931-1933                                             |
| SpVgg Ebersbach                            | 2   | 1931-1933                                             |
| Falkensteiner BC                           | 2   | 1912-1914                                             |
| Falkensteiner FC                           | 2   | 1912-1914                                             |
| SpVgg im TV 1860 Gotha                     | 2   | 1915-1917                                             |
| Sportfreunde Klostermansfeld-Benndorf      | 2   | 1931-1933                                             |
| SuS 1924 Salzwedel                         | 2   | 1924-1926                                             |
| SpVgg 1907 Arnstadt                        | 2   | 1922-1924                                             |
| SV 1922 Kayna                              | 2   | 1929-1931                                             |
| FC Sportfreunde im Jugendverein 1916 Gotha | 2   | 1916-1918                                             |
| SV Elster 1908 Elsterwerda                 | 2   | 1923-1924, 1927-1928                                  |
| SV Frischauf Friedersdorf                  | 2   | 1931-1933                                             |
| SV Georgenthal                             | 2   | 1931-1933                                             |
| SV Germania Leipzig                        | 2   | 1922-1924                                             |
| SV Grüna 1912                              | 2   | 1930-1932                                             |
| SV Röderau                                 | 2   | 1928-1930                                             |
| Thaler FC 1904                             | 2   | 1915-1917                                             |
| SV Wacker Corbetha                         | 2   | 1926-1927, 1930-1931                                  |
| TuSV Oschatz                               | 2   | 1909-1911                                             |
| TV Lion Weißenfels                         | 2   | 1916-1918                                             |
| Sp. Abt. Des TV Weimar                     | 2   | 1910-1912                                             |
| Verein Chemnitzer Sportfreunde             | 2   | 1905-1907                                             |
| VfB Anhalt 1907 Frose                      | 2   | 1923-1925                                             |
| VfB Borussia Halberstadt                   | 2   | 1923-1925                                             |
| Glauchauer Sportfreunde                    | 2   | 1912-1913, 1914-1915                                  |
| VfB Sportbrüder 1893 Leipzig               | 2   | 1898-1900                                             |
| VfB Leisnig                                | 2   | 1926-1928                                             |
| VfB Zwenkau 02                             | 2   | 1931-1932                                             |
| VfB 1909 Meiningen                         | 2   | 1910-1912                                             |
| FC Adler Neustadt                          | 2   | 1910-1911, 1912-1913                                  |
| SC Fröhlich Neustadt                       | 2   | 1927-1929                                             |
| WKG Nordstern Mühlhausen                   | 2   | 1931-1933                                             |
| Zwickauer BC                               | 2   | 1906-1908                                             |
| 1. FC Burgund Aschersleben                 | 1   | 1910-1911                                             |
| 1. FC Michelau 09                          | 1   | 1913-1914                                             |
| ATV Plauen                                 | 1   | 1915-1916                                             |
| BC 1918 Erfurt                             | 1   | 1926-1927                                             |
| Burger BC Hohenzollern                     | 1   | 1914-1915                                             |
| Dessauer FC Germania 1911                  | 1   | 1913-1914                                             |
| BSC 1913 Ruhla                             | 1   | 1915-1916                                             |
| Einsiedeler SC                             | 1   | 1915-1916                                             |
| FC 1912 Beetzendorf                        | 1   | 1923-1924                                             |
| FC 1912 Waldheim                           | 1   | 1916-1917                                             |
| FC 1919 Dähre                              | 1   | 1924-1925                                             |
| FC Breitungen                              | 1   | 1910-1911                                             |
| FC Burgund Bernburg                        | 1   | 1923-1924                                             |
| FC Edelweiß Viernau                        | 1   | 1930-1931                                             |
| FC Fortuna Quedlinburg                     | 1   | 1908-1909                                             |
| FC Hertha Wittenberg                       | 1   | 1911-1912                                             |
| FC Hohenzollern Dresden                    | 1   | 1907-1908                                             |
| FC Plavia Plauen                           | 1   | 1907-1908                                             |
| FC Preußen Torgau                          | 1   | 1911-1912                                             |
| FC Rasensport Döbeln                       | 1   | 1915-1916                                             |
| FC Sachsen Plauen                          | 1   | 1915-1916                                             |
| FC Seesen                                  | 1   | 1917-1918                                             |
| FC Sparta Altenburg                        | 1   | 1916-1917                                             |
| FC Sport Breitenworbis                     | 1   | 1932-1933                                             |
| FC Teutonia Eisenach                       | 1   | 1917-1918                                             |
| FC Teutonia Mittelschmalkalden             | 1   | 1910-1911                                             |
| FC Wacker Halberstadt                      | 1   | 1908-1909                                             |
| FC Wacker Helbra                           | 1   | 1916-1917                                             |
| FC Wacker Magdeburg                        | 1   | 1911-1912                                             |
| FC Wacker Meerane                          | 1   | 1914-1915                                             |
| FC Wacker Schwarzenberg                    | 1   | 1912-1913                                             |
| FC Wartburg Eisenach                       | 1   | 1908-1909                                             |
| Fußballfreunde Oschersleben                | 1   | 1926-1927                                             |
| FV Hohenzollern Nordhausen                 | 1   | 1917-1918                                             |
| FV Sportlust Riesa                         | 1   | 1929-1930                                             |
| FV Viktoria 1912 Klostermansfeld           | 1   | 1916-1917                                             |
| SC Union Görlitz                           | 1   | 1914-1915                                             |
| Germania 1907 Calbe                        | 1   | 1914-1915                                             |
| Mittweidaer FC Germania                    | 1   | 1901-1902                                             |
| Hertha Naundorf                            | 1   | 1923-1924                                             |
| FA der Turnerschaft Meerane                | 1   | 1914-1915                                             |
| SpV Hohenzollern Naumburg                  | 1   | 1911-1912                                             |
| Polizei VfL Sondershausen                  | 1   | 1932-1933                                             |
| Polizei VfL Weißenfels                     | 1   | 1932-1933                                             |
| Rathenower FC 1909                         | 1   | 1910-1911                                             |
| RSV Sportbrüder 1904 Halle                 | 1   | 1924-1925                                             |
| SC 1904 Freital                            | 1   | 1925-1926                                             |
| SC Arendsee                                | 1   | 1930-1931                                             |
| TSV 1898 Wittenberge                       | 1   | 1923-1924                                             |
| SC Mengersgereuth                          | 1   | 1929-1930                                             |
| Kaufmännischer TV Halberstadt              | 1   | 1908-1909                                             |
| SC Ranis                                   | 1   | 1932-1933                                             |
| SC Schönbecker Germania                    | 1   | 1914-1915                                             |
| SC Thale                                   | 1   | 1908-1909                                             |
| SC Viktoria Jüterbog                       | 1   | 1911-1912                                             |
| Schönebecker FC Viktoria                   | 1   | 1901-1902                                             |
| SpC Sparta Herold                          | 1   | 1914-1915                                             |
| Sportfreunde 04 Freiberg                   | 1   | 1932-1933                                             |
| Sportfreunde Apolda                        | 1   | 1927-1928                                             |
| SpVgg 1920 Niederhaßlau                    | 1   | 1924-1925                                             |
| SpVgg Eintracht-Viktoria Dresden           | 1   | 1928-1929                                             |
| SpVgg Helios Eisenberg                     | 1   | 1923-1924                                             |
| SpVgg Suhl                                 | 1   | 1916-1917                                             |
| SpVgg Zschornewitz                         | 1   | 1923-1924                                             |
| FC Hohenzollern Staßfurt-Leopoldshall      | 1   | 1917-1918                                             |
| SV 1911 Gröditz                            | 1   | 1930-1931                                             |
| SV 1920 Roitzsch                           | 1   | 1925-1926                                             |
| SV 1920 Schwiesau                          | 1   | 1929-1930                                             |
| SV Griesheim-Elekron Bitterfeld            | 1   | 1928-1929                                             |
| SV Hartenstein                             | 1   | 1928-1929                                             |
| SV Helios 02 Leipzig                       | 1   | 1911-1912                                             |
| SV Hertha Zerbst                           | 1   | 1916-1917                                             |
| SV Hohenzollern Ilmenau                    | 1   | 1915-1916                                             |
| SV Kalbe/Milde                             | 1   | 1923-1924                                             |
| SV Neuhaus                                 | 1   | 1923-1924                                             |
| SV Tapfer 06 Leipzig                       | 1   | 1923-1924                                             |
| TG Jahn Welfen Stendal                     | 1   | 1924-1925                                             |
| TSV 1888 Dessau                            | 1   | 1920-1921                                             |
| TuSV Kusey                                 | 1   | 1923-1924                                             |
| TV Jahn Salzwedel                          | 1   | 1923-1924                                             |
| VfB 1919 Vacha                             | 1   | 1932-1933                                             |
| VfB Bautzen                                | 1   | 1932-1933                                             |
| VfB Bleicherode                            | 1   | 1930-1931                                             |
| VfB Oberweimar                             | 1   | 1931-1932                                             |
| VfB Rodewisch                              | 1   | 1930-1931                                             |
| VfB Rudelsburg Bad Kösen                   | 1   | 1923-1924                                             |
| VfB Schkeuditz                             | 1   | 1931-1932                                             |
| VfB Sebnitz                                | 1   | 1928-1929                                             |
| VfL 05 Hohenstein-Ernstthal                | 1   | 1928-1929                                             |
| FC 1908 Duderstadt                         | 1   | 1923-1924                                             |
| VfR 1908 Chemnitz                          | 1   | 1915-1916                                             |
| VfR Freiberg                               | 1   | 1912-1913                                             |
| Wacker Erfurt                              | 1   | 1924-1925                                             |
| KSG VfB 1903/Sachsen Dresden               | 1   | 1917-1918                                             |
| KSG SC/Olympia Zwickau                     | 1   | 1917-1918                                             |
| SG LBC/Olympia Leipzig                     | 1   | 1917-1918                                             |

1901/02 · 1902/03 · 1903/04 · 1904/05 · 1905/06 · 1906/07 · 1907/08 · 1908/09 · 1909/10 · 1910/11 · 1911/12 · 1912/13 · 1913/14 · 1914/15 · 1915/16 · 1916/17 · 1917/18 · 1918/19 · 1919/20 · 1920/21 · 1921/22 · 1922/23 · 1923/24 · 1924/25 · 1925/26 · 1926/27 · 1927/28 · 1928/29 · 1929/30 · 1930/31 · 1931/32 · 1932/33